# Viilbjørk Malling Agger
Viilbjørk Malling Agger (nacida el 1 de octubre de 1997) es una actriz danesa.
Debutó en su primer largometraje, Jauja, donde interpretó a la hija de Viggo Mortensen. La película fue reconocida internacionalmente y ganó un premio en el Festival de cine de Cannes.

## Biografía
Es hija del actor Søren Malling y Petrine Agger.

## Filmografía

### Películas
| Año  | Título               | Director/a      | Rol      |
| ---- | -------------------- | --------------- | -------- |
| 2014 | Jauja                | Lisandro Alonso | Ingeborg |
| 2023 | Eureka               | Lisandro Alonso | Muchacha |
| 2023 | <i>Incontrolable</i> | Malou Reymann   | Caroline |